# Iomon
Iomon is een geslacht van kreeftachtigen uit de klasse van de Malacostraca (hogere kreeftachtigen).

## Soort
- Iomon luangprabangense (Rathbun, 1904)
- Iomon nan (Ng & Naiyanetr, 1993)